# Marija Čolić
Marija Čolić, née le 12 avril 1990 à Prokuplje, est une handballeuse serbe évoluant au poste de gardienne de but.

## Biographie
À partir de la saison 2014-2015, elle joue au club du HBC Nîmes, où elle fait équipe dans les cages nîmoises avec Laurie Carretero.
Après le dépôt de bilan du HBC Nîmes au printemps 2016, elle s'engage avec Nice, où elle remplace Cléopâtre Darleux.

## Palmarès
compétitions nationales
- vice-championne de France en 2019 (avec OGC Nice)
- finaliste de la coupe de France en 2015 (avec HBC Nîmes)